# Epicauta delicata
Epicauta delicata är en skalbaggsart som beskrevs av Charles Marie Joseph Mathieu 1983. Epicauta delicata ingår i släktet Epicauta och familjen oljebaggar. Inga underarter finns listade i Catalogue of Life.